# Cộng hòa Genova
Cộng hòa Genova (tiếng Ý: Repubblica di Genova, tiếng Liguria: Repúbrica de Zêna) là một quốc gia độc lập từ năm 1005 đến năm 1797 ở Liguria trên bờ biển phía tây bắc Ý, đã sáp nhập Corsica từ năm 1347 đến năm 1768 và nhiều vùng lãnh thổ khác trên khắp Địa Trung Hải.
Nước cộng hòa được bắt đầu khi Genova trở thành một xã tự trị (commune) tại Regnum Italicum và kết thúc khi bị Đệ Nhất Cộng hòa Pháp dưới thời Napoléon chinh phục và thay thế bằng nước Cộng hòa Liguria. Corsica được nhượng lại theo Hiệp ước Versailles năm 1768. Cộng hòa Liguria bị Đế chế thứ nhất sáp nhập vào năm 1805 và được lập lại trong một thời gian ngắn vào năm 1814 sau khi Napoléon thất bại, nhưng sau cùng được sáp nhập vào Vương quốc Sardegna năm 1815 với tên gọi Công quốc Genova, và trở thành phần lãnh thổ của Vương quốc Ý sau khi thống nhất nước Ý.
Trước năm 1100, Genova nổi lên như một thị quốc độc lập, một trong số các thành bang Ý vào thời kỳ này. Trên danh nghĩa, Hoàng đế La Mã Thần thánh là chúa tể và Giám mục Genova là thống đốc của thành phố; tuy nhiên quyền lực thực tế đều do một số quan chấp chính nắm giữ được hội đồng dân chúng bầu chọn hằng năm. Genova là một trong số nước "Cộng hòa hàng hải" (Repubbliche Marinare), cùng với Venezia, Pisa và Amalfi và giới ngân hàng, đóng tàu, thương mại giúp hỗ trợ một trong những lực lượng hải quân lớn nhất và mạnh nhất ở Địa Trung Hải. Adorno, Campofregoso và các gia tộc thương gia nhỏ khác đều chiến đấu cho quyền lực ở nước Cộng hòa này, cũng như quyền lực của quan chấp chính cho phép mỗi phe cánh gia tộc đạt được sự giàu có và quyền lực trong thành phố. Cộng hòa Genova đã mở rộng lãnh thổ ở nhiều khu vực nay là Liguria và Piemonte, Sardegna, Corse, Nice và hoàn toàn nắm quyền kiểm soát trên thực tế vùng biển Tyrrhenia. Thông qua sự tham gia của người Genova vào cuộc Thập tự chinh, người Genova còn thành lập các thuộc địa ở tận Trung Đông, biển Aegea, Sicilia và Bắc Phi.

## Tổng quan
Sự sụp đổ của các quốc gia Thập tự quân đã được bù đắp nhờ vào sự liên minh của Genova với Đế quốc Byzantine. Khi mối quan hệ của Venezia với Đế quốc Byzantine tạm thời bị gián đoạn bởi cuộc Thập tự chinh thứ tư và hậu quả của nó, mà Genova mới có thể cải thiện vị trí của mình trong vùng Địa Trung Hải. Đồng thời tận dụng cơ hội này để bành trướng lãnh thổ sang tận Biển Đen và Krym. Dù mối hận thù nội bộ giữa các gia tộc đầy quyền thế như Grimaldi và Fieschi, Doria, Spinola và một số khác gây ra nhiều xáo trộn trong nước, nhưng nhìn chung nền cộng hòa vẫn hoạt động bình thường trong các thương vụ. Khoảng năm 1218–1220, Genova được một podestà của nhà Guelph là Rambertino Buvalelli phục vụ chính phủ và còn du nhập nền văn học Occita vào thị quốc, để rồi sớm trở thành niềm tự hào của những người hát rong như Jacme Grils, Lanfranc Cigala và Bonifaci Calvo. Đỉnh điểm trong nền chính trị của Genova khi họ giành chiến thắng trước nước Cộng hòa Pisa tại trận hải chiến Meloria năm 1284, và với một chiến thắng tạm thời trước kình địch Venezia trong trận hải chiến Curzola năm 1298.
Tuy nhiên, sự thịnh vượng này không kéo dài được bao lâu. Cái chết Đen đã tràn vào châu Âu năm 1347 từ các trạm thông thương buôn bán của người Genova tại Caffa (Theodosia) ở Krym trên vùng Biển Đen. Kéo theo sự suy giảm về kinh tế và dân số, Genova đã tiếp nhận hình mẫu chính quyền của người Venezia chịu sự cai quản của một tổng trấn (xem thêm bài Tổng trấn Genova). Những cuộc chiến tranh với Venezia vẫn tiếp diễn, và chiến tranh Chioggia (1378–1381) mà Genova đã gần như chinh phục hẳn Venezia đành phải kết thúc với sự phục hồi quyền thống trị vùng biển Adriatic của Venezia. Năm 1390 Genova đã khởi xướng một cuộc Thập tự chinh chống lại những tên cướp biển Barbary với sự giúp đỡ từ phía Pháp và tiến hành vây hãm Mahdia. Dù chưa được nghiên cứu kỹ lưỡng, thế kỷ XV tại Genova được xem như là một thời kỳ hỗn loạn đầy tai hại. Sau một khoảng thời gian bị Pháp đô hộ từ năm 1394–1409, Genova lại nằm dưới sự cai trị của Visconti xứ Milano. Khiến cho nước cộng hòa này để mất Sardegna vào tay Aragon, Corsica vào các cuộc nội loạn cùng những thuộc địa tại Trung Đông, Đông Âu và Tiểu Á lần lượt bị Đế quốc Ottoman chiếm.
Mãi tới khi bước sang thế kỷ XVI thì Genova mới có thể ổn định được vị trí của mình, đặc biệt là nhờ vào những nỗ lực của Andrea Doria, người đã soạn nên một bản hiến pháp mới vào năm 1528, nhằm biến Genova trở thành nước chư hầu của Đế quốc Tây Ban Nha. Dưới sự phục hồi kinh tế sau đó, nhiều gia đình quý tộc của Genova chẳng hạn như Balbi, Doria, Grimaldi, Pallavicini và Serra đã tích lũy một đống gia sản to lớn. Theo Felipe Fernandez-Armesto và những người khác, thực tế sự phát triển của Genova ở vùng Địa Trung Hải (chẳng hạn như chiếm hữu nô lệ) chủ yếu nằm trong việc thám hiểm và khai thác Tân thế giới. Nhà hàng hải Christopher Columbus cũng là một người gốc Genova và đã tặng lại một phần mười thu nhập của mình từ khi phát hiện ra châu Mỹ cho Tây Ban Nha vào Ngân hàng Saint George ở Genova để giảm thuế đánh trên các loại thực phẩm.
Vào thời kỳ thịnh vượng nhất của Genova vào thế kỷ XVI, thành phố đã thu hút nhiều nghệ sĩ có tên tuổi gồm Rubens, Caravaggio và Van Dyck. Kiến trúc sư Galeazzo Alessi (1512–1572) đã thiết kế nhiều công trình palazzi lộng lẫy của thành phố, cũng như trong những thập kỷ tiếp theo sau năm mươi năm là Bartolomeo Bianco (1590–1657), nhà thiết kế những chậu hoa chưng bàn của Đại học Genova. Một số nghệ sĩ Baroque và Rococo gốc Genova thì định cư ở những nơi khác và một số nghệ sĩ trong nước thì trở nên nổi tiếng.

## Lãnh thổ
Khi nước Cộng hòa Genova được thành lập vào đầu thế kỷ XI, nó bao gồm thành phố Genova và các vùng phụ cận. Đến khi nền thương mại của thành phố tăng lên, do đó đã trở thành lãnh thổ của nước Cộng hoà. Năm 1015, toàn bộ Liguria là một phần của nước Cộng hòa Genova. Sau cuộc Thập tự chinh đầu tiên diễn ra vào năm 1098, Genova đã giành được những khu định cư ở Syria mà phần lớn trong số đó đã bị mất trong các chiến dịch của Saladin. Năm 1261 thành phố Smyrna trở thành lãnh thổ Genova. Năm 1255 Genova thành lập thuộc địa Caffa ở Krym. Trong những năm sau người Genova còn lập nên các thuộc địa gồm Soldaia, Cherco và Cembalo. Năm 1275 Đế quốc Byzantine đã ban tặng quần đảo Chios và Samos cho Genova. Từ năm 1316 đến năm 1332 Genova thành lập các thuộc địa La Tana và Samsun ở Biển Đen. Năm 1355 Lesbos được ban cho Genova. Vào cuối thế kỷ XIV thuộc địa Samastri được thành lập ở Biển Đen và đảo Síp được ban cho nước Cộng hòa. Vào thời điểm đó nước Cộng hòa Genova cũng kiểm soát một phần tư Constantinopolis, thủ đô của Đế quốc Byzantine và Trebizond, thủ đô của Đế quốc Trebizond. Hầu hết các vùng lãnh thổ của Genova đều bị Đế quốc Ottoman chinh phục trong suốt thế kỷ XV.

### Lãnh thổ khác ngoài Ý
- Giudicato xứ Logudoro (đảo Sardegna) 1259–1325
- Các thuộc địa biển Bắc Aegea, tập trung ở Chios 1261–1566
- Các thuộc địa Gazaria tại vùng phía nam bán đảo Krym 1266–1475 (mất về tay Đế quốc Ottoman, Kefe Eyalet)
- Đảo Corsica 1284–1768

## Lịch sử

### Hưng khởi vào thế kỷ XI và XII

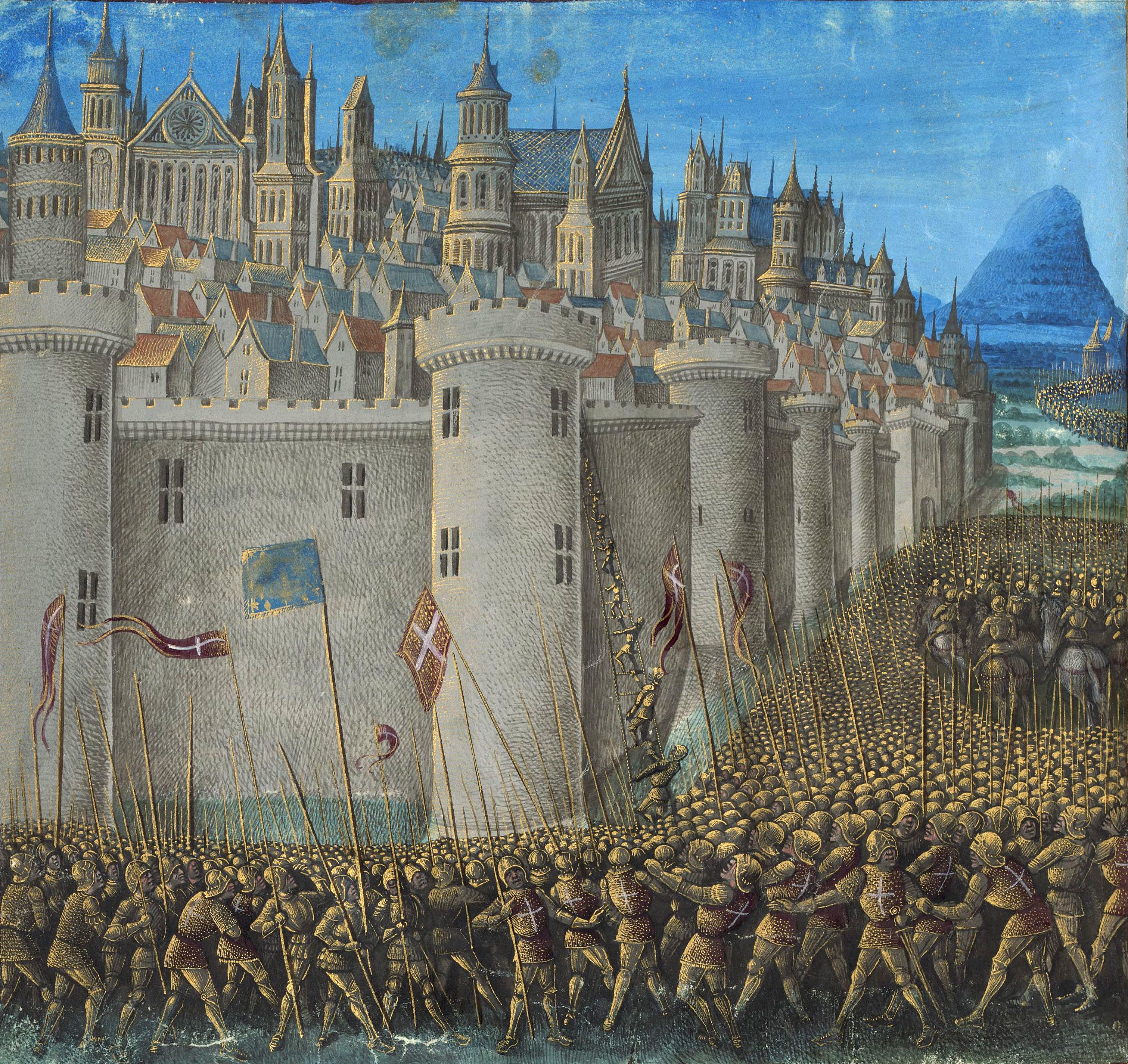
Picture of soldiers holding banners, while besieging a city

Nước cộng hòa bắt nguồn từ những năm đầu thế kỷ XI khi Genova trở thành một xã tự trị trong khối Regnum Italicum. Vào thời điểm đó đám giặc cướp Hồi giáo đã tấn công các thành phố duyên hải trên biển Tyrrhenia. Người Hồi giáo đã đột kích thành Pisa vào năm 1004 và năm 1015 họ bắt đầu leo thang chiến tranh, tiến quân đánh phá Luni, với Mujahid al-Siqlabi, Emir của Taifa xứ Denia tấn công Sardegna với một hạm đội lên tới 125 tàu chiến. Năm 1016 liên quân Genova-Pisa ra sức bảo vệ Sardegna. Năm 1066 chiến tranh nổ ra giữa Genova và Pisa nhằm tranh giành quyền kiểm soát Sardegna. Đến năm 1087, hạm đội Genova và Pisa dưới sự dẫn dắt của Hugh xứ Pisa và được sự hộ tống rầm rộ của liên quân từ Pantaleone xứ Amalfi, Salerno và Gaeta đã tiến đánh thành phố vùng Bắc Phi là Mahdia, thủ đô của nhà Fatima. Cuộc tấn công còn được sự ủng hộ của Giáo hoàng Victor III vốn nổi danh với tên gọi chiến dịch Mahdia. Những kẻ tấn công mau chóng chiếm được thành phố nhưng không thể cầm cự nổi trước sức tấn công dồn dập từ quân Ả Rập. Sau khi đốt cháy hạm đội của quân Ả Rập tại bến cảng của thành phố, quân Genova và Pisa đành chịu rút lui. Tuy vậy, sự hủy diệt hạm đội Ả Rập đã trao lại quyền kiểm soát vùng phía Tây Địa Trung Hải lọt vào tay Genova, Venezia và Pisa. Điều này cho phép các nước Tây Âu khai thông tuyến tiếp tế trên biển cho Thập tự quân vào năm 1096–1099. Năm 1092 Genova và Pisa cùng nhau phối hợp với vua Alfonso VI xứ León và Castile mang quân tấn công Vương quốc Hồi giáo Valencia (Taifa xứ Valencia); họ còn chịu thất bại khi vây hãm thành Tortosa với sự hỗ trợ từ quân đội của vua xứ Aragon Sancho Ramírez. Genova vào nhưng thế kỷ đầu tiên được coi là một thành phố thương mại quan trọng và sức mạnh của nó bắt đầu gia tăng.
Genova bắt đầu bành trướng lãnh thổ trong cuộc Thập tự chinh đầu tiên. Năm 1097 Hugh xứ Châteauneuf, Giám mục Grenoble và William, Giám mục Orange đã đến Genoa và rao giảng trong nhà thờ San Siro để thu thập quân mã cho cuộc Thập tự chinh đầu tiên. Mười hai tàu galley, một con tàu và 1.200 binh lính từ Genova đã lên đường tham gia cuộc thập tự chinh này. Quân Genova dưới sự chỉ huy của hai nhà quý tộc de Insula và Avvocato đã khởi hành vào tháng 7 năm 1097. Hạm đội Genova phụ trách việc vận chuyển và cung cấp hỗ trợ hải quân cho Thập tự quân, chủ yếu trong cuộc vây hãm Antioch năm 1098, khi hạm đội Genova đã phong tỏa thành phố trong khi quân đội hỗ trợ trong cuộc bao vây. Lúc tiến hànhvây hãm thành Jerusalem năm 1099 đội nỏ binh Genova dưới sự chỉ huy của Guglielmo Embriaco đóng vai trò như là đơn vị hỗ trợ chống lại quân thủ thành.

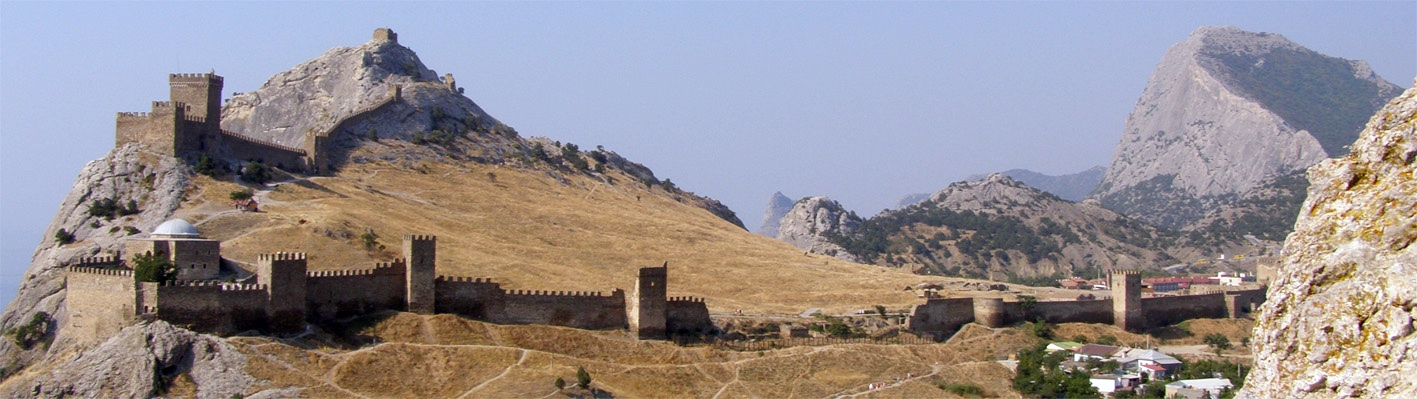
Pháo đài của Genova tại Sudak, Krym.

Sau khi Thập tự quân đánh chiếm Antioch vào ngày 3 tháng 5 năm 1098, Genova đã cố gắng kết thành đồng minh với Bohemond xứ Taranto, người trở thành nhà cai trị Thân vương quốc Antioch. Kết quả là ông đã cấp cho họ một trụ sở là nhà thờ San Giovanni và 30 căn nhà ở Antioch. Ngày 6 tháng 5 năm 1098, một phần quân đội Genova đã trở về Genova với di hài của Thánh John the Baptist, do Thập tự quân trao cho nước cộng hòa Genova như là một phần thưởng của họ vì có công tiếp tế quân sự cho cuộc Thập tự chinh đầu tiên. Nhiều khu định cư ở Trung Đông đã được trao cho Genova cũng như các hiệp ước thương mại thuận lợi. Genova sau đó còn kết thành đồng minh với vua Baldwin I của Jerusalem (trị vì 1100-1118). Để củng cố liên minh Baldwin đã trao cho Genova gia trang Arsuf, một phần ba Caesarea, và một phần ba Acre và thu nhập bến cảng. Ngoài ra Cộng hòa Genova sẽ nhận được 300 bezant hằng năm và một phần ba cuộc chinh phục của Baldwin cứ mỗi lần 50 hoặc nhiều lính Genova gia nhập quân đội của ông. Cộng hòa Genova đóng vai trò như một cường quốc hàng hải trong khu vực đảm bảo nhiều điều ước thương mại thuận lợi cho giới thương nhân Genova. Bên cạnh đó họ còn kiểm soát một phần lớn tuyến đường giao thương của Đế quốc Byzantine, Tripoli, Thân vương quốc Antioch, Armenia và Ai Cập. Mặc dù Genova duy trì quyền tự do kinh doanh tại Ai Cập và Syria thế nhưng nước cộng hòa vẫn để mất một số thuộc địa hải ngoại sau các chiến dịch của Saladin tại các vùng trong những năm cuối thế kỷ XII.
Năm 1147 Genova còn tham gia vào cuộc vây hãm Almería, giúp Alfonso VII xứ León và Castile chiếm lại thành phố từ tay người Hồi giáo. Sau cuộc chinh phục, nước cộng hòa đã đem một phần ba thành phố cho một trong những công dân của mình là Otto de Bonvillano thuê lại, ông thề trung thành với nước cộng hòa và hứa sẽ bảo vệ thành phố với ba trăm người cùng một lúc. Điều này thể hiện những nỗ lực ban đầu của Genova nhằm mở rộng ảnh hưởng của mình liên quan đến việc cấp thái ấp cho riêng công dân tới các xã và kiểm soát vùng lãnh thổ ở nước ngoài một cách gián tiếp, chứ không phải thông qua chính quyền cộng hòa. Trong suốt thế kỷ XI và đặc biệt là thế kỷ XII, Genova trở thành lực lượng hải quân chiếm ưu thế ở Tây Địa Trung Hải, trong khi những kình địch thuở trước như Pisa và Amalfi thì suy giảm tầm quan trọng. Genova cùng với đối thủ cạnh tranh Venezia đã thành công khi đạt được một vị trí trung tâm trong việc buôn bán nô lệ vùng Địa Trung Hải vào lúc này. Thập tự quân Genova còn mang về nhà một chiếc cốc thủy tinh màu xanh từ Levant mà người Genova coi là Chén Thánh trong một thời gian dài. Không phải tất cả hàng hóa của Genova đều vô hại, tuy nhiên Genoa thời Trung Cổ đã trở thành một đối tác lớn trong việc buôn bán nô lệ.

### Phát triển vào thế kỷ XIII và XIV

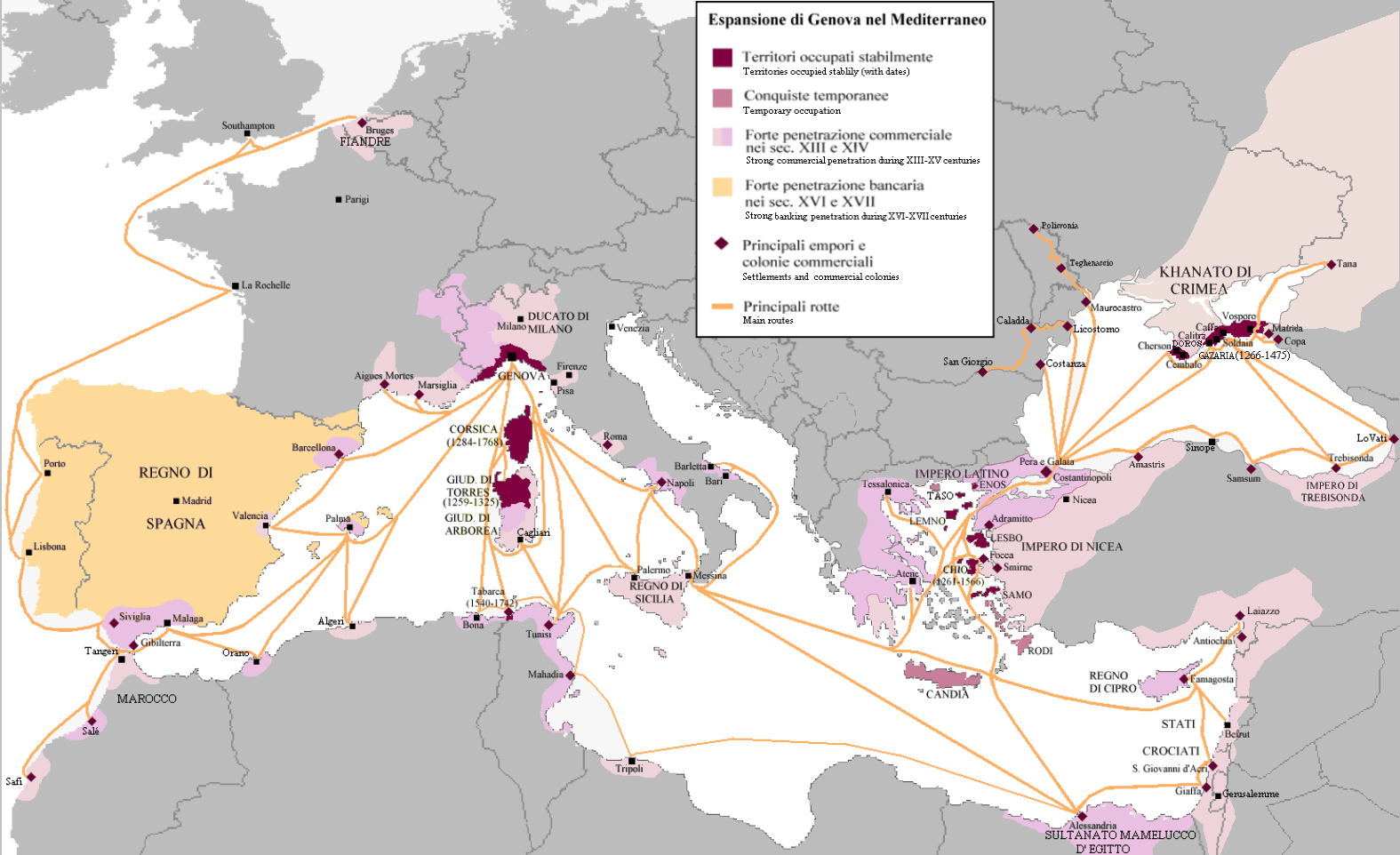
Vùng lãnh thổ của nước Cộng hòa Genoa (khu vực ảnh hưởng kinh tế được thể hiện bằng màu hồng) xung quanh bờ biển Địa Trung Hải và Biển Đen, 1400, kể từ sau Bộ luật Latinus Parisinus (1395).

Sự cạnh tranh về thương mại và văn hóa giữa Genova và Venezia diễn ra xuyên suốt thế kỷ XIII. Cộng hòa Venezia đã đóng một vai trò quan trọng trong cuộc Thập tự chinh thứ tư, đang hướng năng lực tiềm tàng "Latin" sang các tàn tích từ người bảo trợ cũ của mình và đối thủ kinh doanh hiện tại là Constantinopolis. Kết quả là người Venezia tích cực ủng hộ Đế quốc Latinh mới được thành lập có nghĩa là quyền kinh doanh của họ tỏ ra có hiệu lực, và họ được phép giành quyền kiểm soát phần lớn tuyến đường thương mại ở phía đông Địa Trung Hải. Cộng hòa Genova vì muốn giành lại quyền kiểm soát thương mại của mình bèn liên minh với Hoàng đế Nicaea là Mikhael VIII Palaiologos cũng đang muốn khôi phục Đế quốc Byzantine bằng cách chiếm lại Constantinopolis. Tháng 3 năm 1261, đôi bên ký kết hiệp ước liên minh tại Nymphaeum. Ngày 25 tháng 7 năm 1261, quân đội Nicaea dưới quyền tướng Alexios Stratigopoulos đã chiếm được Constantinopolis. Như vậy, cán cân nghiêng về phía có lợi cho Genova, giờ đây được cấp quyền thương mại tự do trong Đế quốc Latinh; bên cạnh sự kiểm soát nền thương mại nằm trong tay giới thương gia Genova, người Genoa còn tiếp nhận các hải cảng và thương điếm trên nhiều hòn đảo và các khu định cư ở vùng biển Aegea. Quần đảo Chios và Lesbos trở thành trạm thương mại của Genova cũng như thành phố Smyrna (nay là Izmir).
Genova và Pisa mau chóng trở thành những quốc gia duy nhất có quyền giao thương ở Biển Đen. Trong cùng thế kỷ này nước Cộng hòa Pisa đã chinh phục được nhiều khu định cư ở Krym, nơi có thuộc địa của Genova là Caffa mới được thành lập. Liên minh với Đế quốc Byzantine trung hưng đã gia tăng sự giàu sang và quyền lực của Genova, và đồng thời làm suy giảm nền thương mại của người Venezia và Pisa. Đế quốc Byzantine phần lớn đã ban các quyền tự do mua bán cho người Genoa. Năm 1282 Pisa đã cố gắng giành lại quyền kiểm soát thương mại và hành chính đảo Corsica, sau khi nhận được lời kêu gọi hỗ trợ nổi dậy chống lại Genova từ thẩm phán Sinucello. Vào tháng 8 năm 1282, một phần hạm đội Genova đã phong tỏa tuyến thương mại của Pisa ở gần sông Arno. Trong suốt năm 1283 cả Genova và Pisa đều chuẩn bị cho một cuộc chiến tranh không thể tránh khỏi. Genova cho đóng 120 tàu galley, với 60 chiếc thuộc về nước Cộng hòa và số còn lại đem cho các cá nhân thuê. Hơn 15.000 lính đánh thuê được chiêu mộ làm tay chèo và binh lính. Các đội tàu phía Pisa né tránh việc chiến đấu và cố gắng làm tiêu hao hạm đội Genova trong năm 1283. Ngày 5 tháng 8 năm 1284, hạm đội Genova trong trận hải chiến Meloria gồm 93 tàu chiến dưới sự chỉ huy của Oberto Doria và Benedetto I Zaccaria đã đánh bại hạm đội Pisa gồm 72 tàu chiến dưới sự chỉ huy của Alberto Morosini và Ugolino della Gherardesca. Genova bắt sống được 30 tàu chiến của Pisa và đánh chìm bảy chiếc. Khoảng 8.000 quân Pisa đã thiệt mạng trong trận đánh, chiếm hơn một nửa số quân Pisa vào khoảng 14.000 người. Sự thất bại thảm hại của Pisa khiến họ chẳng bao giờ khôi phục lại hoàn toàn như một đối thủ cạnh tranh hàng hải dẫn đến quyền kiểm soát tuyến thương mại đảo Corsica rơi vào tay người Genova. Thị trấn Sassari trên đảo Sardegna vốn nằm dưới sự kiểm soát của người Pisa thì giờ trở thành một xã do Genova nắm quyền kiểm soát. Việc Genova kiểm soát được đảo Sardegna lại không kéo dài được bao lâu: các vua Aragon xứ Napoli xông vào tranh chấp quyền kiểm soát và không còn giữ vững được cho đến thế kỷ XV.
Giới thương nhân Genova hối hả đi về phía nam đến đảo Sicilia và tiến vào vùng Bắc Phi của người Hồi giáo, nơi mà họ thiết lập các thương điếm, đeo đuổi vàng bạc bằng chuyến du hành băng qua sa mạc Sahara và lập ra các kho hàng vùng biển Đại Tây Dương ở những nơi xa xôi như Salé và Safi. Năm 1283, dân chúng của Vương quốc Sicilia đã nổi dậy chống lại sự cai trị của dòng họ Angevin. Cuộc nổi dậy được gọi là Biến loạn Kinh Chiều Sicilia. Kết quả là triều đình Aragon đã thiết lập nền thống trị của mình trên vương quốc này. Genova do có công ủng hộ tiền bạc cho Aragon nên đã được cấp quyền tự do kinh doanh và xuất khẩu tại Vương quốc Sicilia. Giới chủ ngân hàng Genova cũng được hưởng lợi từ các khoản vay cho giới quý tộc non trẻ của Sicilia. Riêng đảo Corsica thì được nước Cộng hòa chính thức sáp nhập vào năm 1347. Genova còn tiến xa hơn so với một kho thuốc men và gia vị xuất xứ từ phương Đông: một công cụ thiết yếu trong nền kinh tế của nó là đồ dệt lụa, từ những sợi chỉ nhập khẩu, bám theo phong cách đối xứng của đồ lụa Byzantine và Sassanid.

### Suy tàn trong các thế kỷ về sau

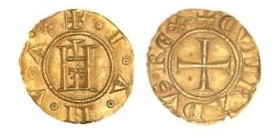
Đồng tiền xu (Genovino) được đúc riêng cho nước cộng hòa.

Hậu quả của việc cắt giảm kinh tế tại châu Âu vào cuối thế kỷ XIV, cũng như cuộc chiến tranh lâu dài với Venezia, mà đỉnh điểm là thảm bại tại Chioggia vào năm 1380 đã khiến cho Genova đi vào bước đường suy thoái. Chính cuộc chiến then chốt với Venezia làm bùng nổ chiến tranh Chioggia vì trận chiến quyết định này mà dẫn đến sự thất bại của Genova trong tay của Venezia. Từ trước cuộc chiến tranh Chioggia kéo dài từ năm 1379 cho đến năm 1381, người Genova đã được thừa hưởng một lực lượng hải quân hùng mạnh vốn là nguồn gốc của quyền lực và vị thế của họ tại miền bắc nước Ý. Sự thất bại của Genova đã tước đi ưu thế về hải quân của họ, khiến cho Genova bị đẩy ra khỏi thị trường Địa Trung Hải phía đông và bắt đầu sự suy yếu của thị quốc này. Sự trỗi dậy của Đế quốc Ottoman còn làm đứt đoạn tụ điểm buôn bán của người Genova tại vùng biển Aegea, và tuyến đường thương mại biển Đen dần sa sút.
Vào thập niên 1450 và 1460, nước Cộng hòa đã trở thành con tốt thí trong cuộc tranh đoạt quyền lực và ảnh hưởng ở nước Ý giữa Pháp và Aragon, viên Tổng trấn Genova vì muốn dựa hơi vào thế lực của Pháp liền dâng nước cộng hòa cho họ vào năm 1458, trở thành Công quốc Genova đặt dưới sự kiểm soát của một thống đốc hoàng gia Pháp là John xứ Anjou. Tuy nhiên, nhờ sự hỗ trợ từ phía Milano mà người Genova đã nổi dậy và nền cộng hòa được tái lập vào năm 1461. Người Milano sau đó đã lật lọng đem quân xâm chiếm Genova vào năm 1464 và gìn giữ nó như là một lãnh địa của vương triều Pháp. Christopher Columbus tuy được sinh ra ở Genova trong thời kỳ này nhưng lại tìm kiếm một sự nghiệp ở nơi khác. Genova cuối cùng bị người Pháp hoặc Milano chiếm đóng trong giai đoạn từ năm 1499 đến năm 1528, nước Cộng hòa rơi vào thời kỳ đen tối nhất gần như liên tục bị người Pháp chiếm đóng. Người Tây Ban Nha với các đồng minh nội bộ của họ là giới "quý tộc cũ" cố thủ trong những ngọn núi vững chắc phía sau Genova, đã chiếm được thành phố này vào ngày 30 tháng 5 năm 1522, và đẩy cả thành phố lâm vào cảnh cướp bóc tàn nhẫn. Khi vị đô đốc vĩ đại Andrea Doria của gia tộc Doria đầy quyền thế liên minh với Hoàng đế Charles V để lật đổ người Pháp và khôi phục lại nền độc lập của Genova, mở ra một triển vọng mới: năm 1528 đánh dấu khoản vay đầu tiên từ các ngân hàng Genova dành cho Charles để đền đáp lại công ơn ông giúp đỡ nước cộng hòa thoát khỏi ách đô hộ của ngoại bang.

### Thời hoàng kim của giới chủ ngân hàng Genova
Sau đó, Genova đã trải qua hình thức kiểu như đồng minh lớp dưới của Đế quốc Tây Ban Nha, đặc biệt với giới chủ ngân hàng Genova đang tài trợ cho nhiều nỗ lực hải ngoại của vương triều Tây Ban Nha từ những phòng tài vụ của họ ở Seville. Fernand Braudel thậm chí còn gọi giai đoạn 1557-1627 là "thời đại của người Genova", "dưới sự thống trị rất kín đáo và tinh vi mà các nhà sử học trong một thời gian dài đã không để ý đến" (Braudel 1984 p. 157), dù cho những du khách đương thời đi ngang qua mặt tiền rực rỡ của palazzo Mannerist và Baroque cùng Strada Nova của Genova (nay là Via Garibaldi) hoặc via Balbi không thể không nhìn nhận rằng đã từng có sự giàu sang dễ thấy, mà trong thực tế không phải của người Genova mà tập trung vào trong tay của một nhóm có liên kết chặt chẽ gồm giới chủ ngân hàng- tài chính, được coi là những nhà "tư bản đầu cơ" thực sự. Tuy vậy, nền thương mại của Genova vẫn phụ thuộc chặt chẽ về kiểm soát tuyến đường biển Địa Trung Hải, và việc để mất Chios vào tay Đế quốc Ottoman năm 1566, đã giáng một đòn chí tử vào người Genova.

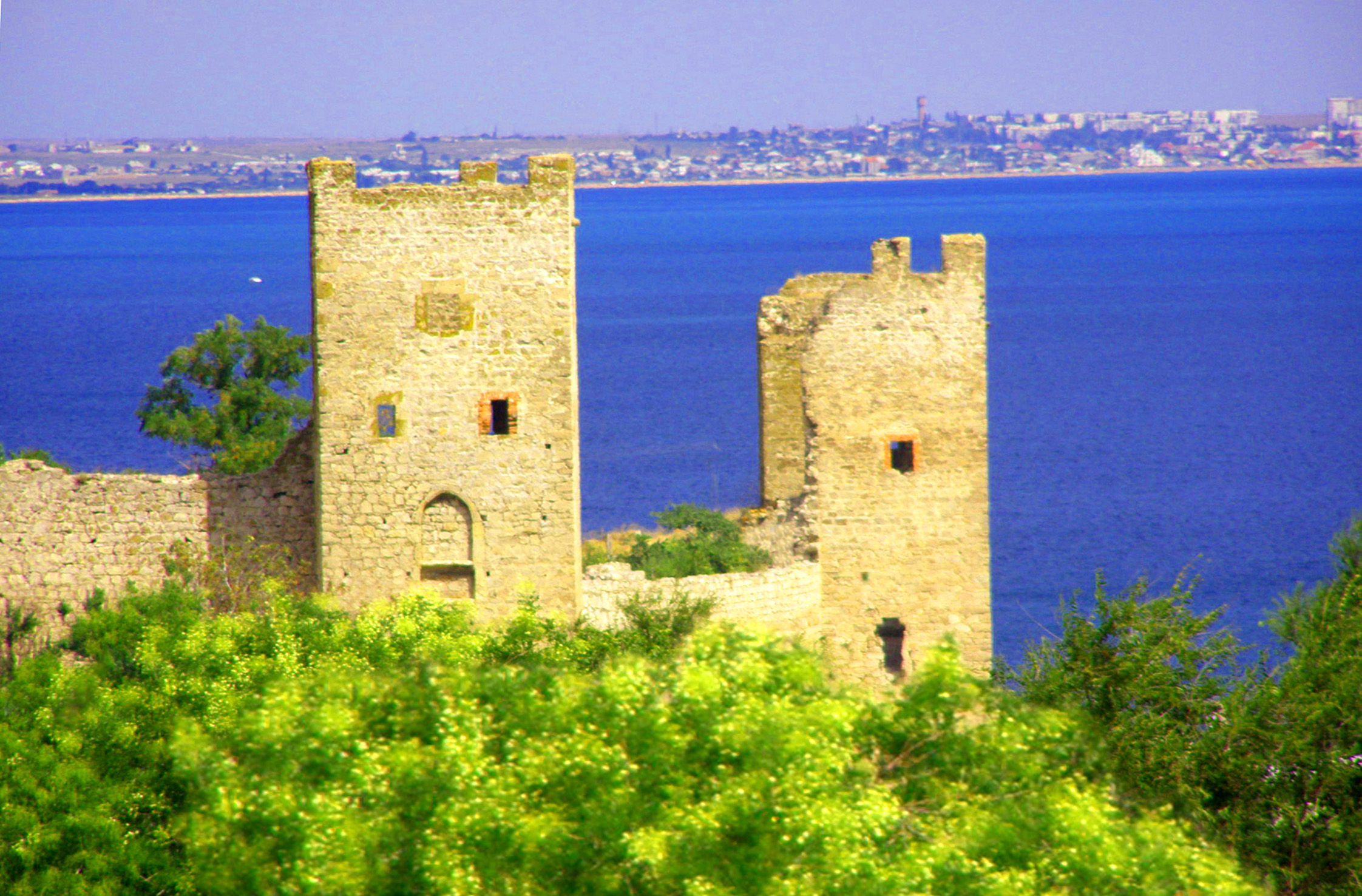
Dãy tường thành Genova tại Caffa, nay là Feodosiya ở Krym.

Việc mở rộng cửa cho các tập đoàn ngân hàng Genova là nhờ vào sự phá sản quốc gia của vua Philip II năm 1557, đã ném các nhà ngân hàng Đức rơi vào hỗn loạn và kết thúc triều đại của Fuggers đóng vai trò là nhà tài chính của Tây Ban Nha. cvà một khoản thu nhập đều đặn đáng tin cậy. Nhằm trả lại lô hàng đồng bạc châu Mỹ ít tin cậy đã nhanh chóng chuyển từ Seville đến Genoa, để cung cấp vốn cho các dự án tiếp theo. Chủ ngân hàng Genova là ông Ambrogio Spinola, hầu tước Balbases là một ví dụ khi chính ông đã gầy dựng và dẫn dắt một đạo quân chiến đấu trong chiến tranh Tám mươi năm ở Hà Lan vào đầu thế kỷ XVII. Sự suy yếu của Tây Ban Nha vào thế kỷ XVII cũng mang lại sự suy sụt kế tiếp cho Genova, và sự phá sản thường xuyên của vương quốc Tây Ban Nha, đặc biệt đã hủy hoại nhiều nhà thương gia của Genova. Năm 1684 thành phố còn bị hạm đội Pháp bắn phá tan tành để trừng phạt cho việc kết đồng minh với Tây Ban Nha.
Nạn dịch hạch đã giết chết một nửa dân số Genova vào năm 1656–1657. Tháng 5 năm 1625, liên quân Pháp-Savoia đã xâm chiếm nước Cộng hòa nhưng lại bị liên quân Tây Ban Nha và Genova đánh đuổi thành công. Vào tháng 5 năm 1684, nhằm trừng phạt Genova vì hành động đứng về phía Tây Ban Nha, thành phố đã phải hứng chịu một trận oanh tạc dữ dội từ hải quân Pháp, với hơn 13.000 quả đạn súng thần công nã vào toàn bộ thành phố.

### Genova thời kỳ Khai sáng

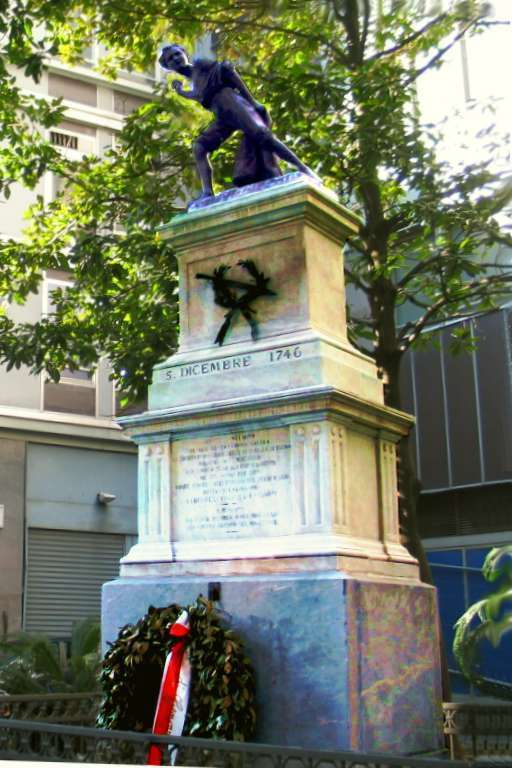
Tượng Giovan Battista Perasso, biệt danh Balilla ở Portoria Square tại Genoa, nay thuộc Ý

Genova tiếp tục suy tàn dần vào thế kỷ XVIII. Năm 1742 thuộc địa cuối cùng của người Genova ở Địa Trung Hải là pháo đài đảo Tabarka rơi vào tay Bey xứ Tunis. Genova còn miễn cưỡng tham gia vào cuộc chiến tranh Kế vị Áo năm 1745. Người Genova ủng hộ nhà Bourbon của Pháp và Tây Ban Nha để ngăn chặn kẻ thù không đội trờ chung của họ là Vương quốc Sardegna sáp nhập vùng Finale Ligure có thể cắt rời nước cộng hòa thành một nửa. Quyết định này dẫn đến một loạt thảm họa như đầu hàng quân Áo vào ngày 6 tháng 9 năm 1746 và chiếm đóng thành phố. Làm dấy lên một cuộc nổi loạn lớn của nhân dân vào tháng 12 năm 1746 bắt nguồn từ một cậu bé tên là Giovan Battista Perasso và có biệt danh Balilla, người đã ném đá vào một viên quan Áo và trở thành anh hùng dân tộc cho các thế hệ sau này và được tạc tượng. Người Áo đã bị đánh đuổi để rồi quay trở lại thất bại trong cuộc vây hãm thành Genova vào năm 1747. Ít nhất Genova vẫn còn giữ được Finale theo Hòa ước Aix-la-Chapelle. Không thể nào duy trì quyền cai trị đảo Corse mà phiến quân nơi đây đã lập nên Cộng hòa Corse vào năm 1755, năm 1768 do cuộc nổi loạn địa phương xảy ra trên hòn đảo này mà Genova buộc phải bán quyền sở hữu Corse cho Pháp và đảo quốc được nhượng lại theo Hiệp ước Versailles năm 1768. Một sự phục hồi kinh tế vào những năm 1780 đã diễn ra tại nơi đây.

### Trở thành chư hầu của Pháp
Năm 1797 nước Cộng hòa bị quân đội cách mạng Pháp của Napoléon Bonaparte chiếm đóng, Napoléon đã lật đổ tầng lớp lãnh đạo cũ từng cai trị thành phố trong suốt chiều dài lịch sử và thay thế bằng một nước cộng hòa đại chúng với tên gọi Cộng hòa Liguria, dưới sự cảnh giác thận trọng của nước Pháp thời Napoléon. Nhất là từ sau khi Bonaparte nắm quyền tại Pháp đã cho ban hành một bản hiến pháp bảo thủ hơn, nhưng thời gian tồn tại của nước Cộng hòa Liguria quá ngắn ngủi cho đến năm 1805 thì chinh thức sáp nhập vào Pháp, trở thành các tỉnh (tiếng Pháp gọi là départements) Apennins, Gênes và Montenotte. Sau khi quân Anh chiếm được thành phố từ ngày 17 đến ngày 22 tháng 4 năm 1814, giới lãnh đạo địa phương được viên đại sứ Anh Lord William Bentinck khuyến khích tuyên bố phục hồi lại nước Cộng hòa cũ, nhưng người Anh đã quyết định tại Đại hội Vienna rằng Genova nên được trao cho Vương quốc Sardegna. Quân đội Anh tiến hành đàn áp nước cộng hòa vào tháng 12 năm 1814 và sau đó đã sơ tán ra khỏi thành phố, để rồi bị Sardegna sáp nhập vào ngày 3 tháng 1 năm 1815.